# Willow (노래)
〈Willow〉(모두 소문자로 표기함)는 미국의 싱어송라이터 테일러 스위프트의 노래로, 2020년 12월 11일 발매한 스위프트의 아홉번째 정규 음반 《Evermore》의 리드 싱글로 나왔다.

## 곡 목록
| Digital download and streaming 1. "Willow" – 3:34 Digital download and streaming (dancing witch version — Elvira Remix) 1. "Willow" (dancing witch version) [Elvira remix] – 3:04 Digital download and streaming (lonely witch version) 1. "Willow" (lonely witch version) – 3:34 Digital download and streaming (moonlit witch version) 1. "Willow" (moonlit witch version) – 3:29 Digital download and streaming – Willow (the witch collection) – EP 1. "Willow" – 3:34 2. "Willow" (dancing witch version) [Elvira remix] – 3:04 3. "Willow" (lonely witch version) – 3:34 4. "Willow" (moonlit witch version) – 3:28 5. "Willow" (music video) – 4:12 6. "Willow" (lyric video) – 3:40 | Digital download and streaming (dancing witch version — Elvira remix, web store exclusive) 1. "Willow" (dancing witch version) [Elvira remix] 2. "Willow" (instrumental version) Digital download and streaming (lonely witch version, web store exclusive) 1. "Willow" (lonely witch version) 2. "Willow" (songwriting demo) Digital download and streaming (moonlit witch version, web store exclusive) 1. "Willow" (moonlit witch version) 2. "Christmas Tree Farm" (recorded live at the 2019 iHeartRadio Jingle Ball) Digital download and streaming (90's trend remix) 1. "Willow" (90's trend remix) – 3:45 |

## 뮤직 비디오
〈Willow〉의 뮤직 비디오는 스위프트가 직접 감독하였다. 뮤직 비디오의 시작은 전작 리드 싱글인 〈Cardigan〉의 끝부분에서부터 이어진다.

## 크레딧
크레딧은 유튜브에서 발췌하였다.

### 음악
- 테일러 스위프트 - 메인 보컬, 작사 및 작곡
- 아론 데스너 - 작사 및 작곡, 프로듀서, 보컬 리코더, 드럼 머신 프로그래머, 퍼커션, 키보드, 신디사이저, 피아노, 전기 기타, 베이스 기타, 어쿠스틱 기타
- 조너선 로 - 보컬 리코더, 믹서
- 브라이스 데스너 - 오케스트레이터
- 그렉 칼비 - 마스터링
- 스티브 팔론 - 마스터링
- 제임스 맥칼리스터 - 신디사이저, 드럼 머신 프로그래머
- 브라이언 데번도프 - 퍼커션, 드럼 머신 프로그래머
- 유키 누마타 레스닉 - 바이올린
- 조시 카우프만 - 전기 기타
- 클라리스 젠슨 - 첼로
- 제이슨 트로팅 - 글로켄슈필
- 알렉스 수프 - 플루트
- CJ 카메리에리 - 프렌치 호른
- 토머스 바틀렛 - 키보드, 신디사이저
- 벤자민 란즈 - 모듈러 신스 (뮤직 비디오 한정)

### 뮤직 비디오
- 테일러 스위프트 - 감독
- 로드리고 프리에토 - 포토그래피 감독
- 질 하댕 - 프로듀서
- 찬클러 하인즈 - 편집자
- 이던 토브먼 - 프로덕션 디자이너
- 레지나 페르난데즈 - 프로덕션 디자이너
- 조셉 카셀 - 스타일리스
- 선샤인 매드센 - 스타일리스
- 조 오스본 - 퍼스트 어시스턴트 감독
- EV 샐러먼 - 공동 퍼스트 어시스턴트 감독
- 인저누티 스튜디오 - 시각 효과
- 그랜트 밀러 - 시각 효과
- 데이비드 레벤스펠드 - 시각 효과
- 주마나 샤힌 - 시각 효과
- 레베카 스키너 - 총괄 프로듀서
- 캐시 팔머 - 공동 프로듀서
- 매니 타피아 - 개퍼
- 알렉산더 그리피츠 - 키 그립
- 빈센트 루시도 - 스토리보더

## 발매 일정
| 지역 | 날짜             | 포맷                     | 레이블   | 출처 |
| ---- | ---------------- | ------------------------ | -------- | ---- |
| 세계 | 2020년 12월 11일 | 디지털 다운로드 스트리밍 | 리퍼블릭 |      |

## 같이 보기
- 2020년 빌보드 핫 100 차트 1위 목록